# Ramfaktorteorin
Ramfaktorteorin är en teori (eller tankeram) inom det skolvetenskapliga och pedagogiska området, utvecklat av Urban Dahllöf och Ulf P. Lundgren under senare delen av 1960-talet och framåt. Teorin bygger på idén att det finns externa faktorer utanför lärarens direkta kontroll, men som ändå har stor påverkan på hur undervisningen faktiskt gestaltar sig. Dessa externa faktorer, och de ramar som de ger upphov till, ger utrymme för olika slags undervisnings- och lärandesituationer. Tiden är exempelvis en sådan ramfaktor. Men också antalet elever, elevgruppens sammansättning, utrustning, lokaler och styrdokument är ramfaktorer av olika slag. På ett övergripande plan kan ekonomi, juridik, ideologi och utvärdering, ses som ramar i denna bemärkelse. Teorin har använts för att analysera och styra skolans villkor och verksamhet liksom även för att förstå den faktiska aktiviteten i klassrummen. Från slutet av 1970-talet breddades ramfaktorteorin, bland annat av Ulf P. Lundgren, till så kallad läroplansteori. Ramfaktorteorin, liksom läroplansteorin, är nära knutet till utbildningsplanering liksom skolutvärdering.

## Historik
Startskottet till ramfaktorteorins utbredning inom skolforskningen är ett par böcker från 1967 och 1968. Dels Dahllöfs Skoldifferentiering och undervisningsförlopp (Dahllöf 1967), och dels Ulf P. Lundgrens och Jari Bengtsson licentiatavhandling från 1968, i vilken ramfaktorteorin också nämns (om än bara sekundärt). Under 1970-talet och framåt publicerades ett flertal arbeten där ramfaktorteorin utgör en bärande del, som teori, tankeverktyg eller forskningsansats, beroende på hur man ser det. Den kom också att från slutet av 1970-talet, av Ulf P. Lundgren med flera, att utvecklas till en mer övergripande forskningsinriktning under samlingsbegreppet "läroplansteori". 1997 anordnades symposiet "På återbesök i ramfaktorteorin", där bland andra Dahllöf och Ulf P. Lundgren medverkade.